# Danilo Popivoda
Danilo Popivoda (Lovćenac, SR Srbija, FNR Jugoslavija, 1. svibnja 1947. – Bijela, Crna Gora, 9. rujna 2021.) bio je slovenski nogometaš koji je igrao na pozicijama središnjeg napadača i desnog krila. Bio je jedan od prva dva Slovenca, uz Branka Oblaka, koji su nastupali na jednom svjetskom prvenstvu za jugoslavensku nogometnu reprezentaciju. Nastupio je na svjetskom prvenstvu 1974. koje se održalo u tadašnjoj Zapadnoj Njemačkoj. Najviše je nastupao za ljubljansku Olimpiju i Eintracht Braunschweig. Bio je dvaput izabran za najboljeg stranog igrača Bundeslige.